# Zasada solidarności
Zasada solidarności – w bioetyce zasada dotycząca dawstwa komórek, tkanek lub narządów w celach transplantacji.
Zgodnie z nią w sytuacjach braku istotnego zagrożenia dla udzielającego pomocy do udzielenia takowej pomocy zobowiązuje poczucie solidarności międzyludzkiej. Tadeusz Brzeziński widzi jej umocowanie w karcie watykańskiej autorstwa Jana Pawła II. Mówi ona o „ofiarowaniu części siebie, swojej krwi i swojego ciała, by inni mogli dalej żyć”. Zauważa tutaj nie problemy, a wyzwania, które określa jako „nowe i wspaniałe”. Dostrzega też, że wraz z nauką, z rozwojem medycyny pojawiają się nowe sposoby okazywania miłości bliźniego.
Oczywiście aprobata dla dawstwa wymaga spełnienia pewnych warunków. Wyklucza się dawstwo gonad, działania stanowiące istotne zagrożenie dla dawcy, nakładane są też pewne wymogi dotyczące świadomej zgody udzielanej przez dawcę.